# モ'・ベター・ブルース
『モ'・ベター・ブルース』（Mo' Better Blues）は、1990年に公開されたドラマ映画で、出演はデンゼル・ワシントン、ウェズリー・スナイプス。監督のスパイク・リーも出演している。

## 概要
この映画は架空のジャズ・トランペッター、ブリーク・ギリアム（デンゼル・ワシントン）の半生について描かれている。映画の中でブリーク・ギリアムは自身のトランペッター人生や人間関係を左右する出来事に遭遇している。この映画では友情や特権、他者に対する誠実さ、救済を主眼に置いている。またこの映画では著名なミュージシャンのブランフォード・マルサリスやテレンス・ブランチャードが音楽を提供している。
なお、この映画の終盤でブリーク・ギリアムはジョイ・リー演じる教師のインディゴ・ダウンズと結婚しているが、スパイク・リーの両親ビル・リーとジャクリーンもこの映画と同じくジャズ・ミュージシャンと教師であり、ビル・リーはインディゴの父親として結婚式のシーンに登場している。

## あらすじ
1969年、ニューヨーク・ブルックリン。ジャイアントを含む4人の少年がブリークを通りから大声で呼ぶと、躾に厳しい母親は少年達に静かに、と叫ぶと家の中に戻り、家の中でトランペットの練習をしていたブリークに「彼らにここに来ないように言いなさい」と命じた。ブリークが「外で遊びたい」と言うと母親は練習が終わったら、と頑なに拒否した。居間で野球を見ていた父は「好きにさせてやれ」と言った。ブリークは母に逆らえず、外で待っていた友人達を追い返した。女々しい奴だと言われても言い返せず、母の前に戻ると「友達とちっとも一緒に遊べない」と不満を口にした。野球狂の父親は母親の味方をするばかりだった。
20数年後、ブリーク（デンゼル・ワシントン）は自身のバンドを持ち、クラブで演奏をする人気トランペッターになっていた。マネージャーは幼いときからの友達ジャイアント(スパイク・リー)だった。その日もクラブで演奏していたのだが、メンバーの一人シャドウ（ウェズリー・スナイプス）が周りに構わず独り善がりの演奏をするが、一度袖に引っ込んだブリークがジャイアントに促されるままソロ演奏に戻り、演奏が終わると盛大な拍手が贈られた。楽屋に戻るとブリークはシャドウにスタンドプレーだと責めるが、ジャイアントとブリーク以外の皆はシャドウの演奏はいい、と庇った。ブリークは、ソロは45分以内に抑えるかそれともバンドを辞めるか自分で決めろ、と迫った。
翌朝、ブリークは自分のアパートで恋人のインディゴ（ジョイ・リー）と過ごしていた。休んだらお前の生徒が悲しむ、とインディゴを起こし、ブリークはニューヨークヤンキースのユニフォームを着ると父親とキャッチボールに出かけたのだが、始めてすぐに父は腕を押さえた。以前腕を痛めていたのだが、父は年のせいだ、といい氷で冷やすから寄っていけというブリークの勧めを断り帰宅した。アパートに戻ったブリークは愛用のトランペットの手入れを始めそれが済むと指遣いとリズムの練習を始めた。練習中に二股をかけている恋人のクラーク（シンダ・ウィリアムズ）がやって来た。ブリークは、決めてある練習の時間は来るな、と言いながらも彼女を家に上げた。クラークは、そんなに音楽が大事ならジャイアントはクビにしろ、彼は酷いマネージャーだと進言した。2人は愛し合っていないのだからメイク・ラブではないといいながらも同衾した。ベッドの中でクラークがふざけてブリークの唇を噛むと彼は血相を変えて洗面所に駆け込み、唇は大事な商売道具だから噛むな、と怒鳴った。
その頃マネージャーのジャイアントはと言えば、「お前とはもうこれで最後だ」と言い捨てた男とスポーツを使ったギャンブルに勤しんでいた。
今夜もブリークのバンドが出演するクラブの前では彼の演奏聴きたさに長蛇の列が出来ていた。マネージャーのジャイアントは、入り口で客を止めているガードマンに客を早く中に入れてやれと怒鳴った。楽屋ではレフト（ジャンカルロ・エスポシト）がいつものように遅刻し、彼女のジーン（リンダ・ホーキンス）のせいでいつも遅刻だとぼやいた。ジーンとじゃれあいながらレフトは入ってきたが、売り上げについて大事な話があると彼女を楽屋から追い出した。彼女が楽屋から去った後ブリークはレフトに、恋人は楽屋に入れない約束だと言うとレフトはなぜそう彼女を嫌うんだ、と逆に問い掛けた。メンバーは誰もが楽屋に敬意を払え、彼女を連れ込むなと忠告した。ブリークのバンド「ブリーク・クインテット」は満場の拍手を持って迎えられた。その頃マネージャーのジャイアントは会場でオーナーにこれだけの客を呼べるのだからもっとギャラを、と交渉していたがオーナーはあれば払っている、俺たちも無いんだと、今のままで十分なはずだ、と応じなかった。だがジャイアントも引き下がらず、サービス料に15ドル、食事が25ドルからで余裕で儲かっているはずなのにステージで演奏をするミュージシャンはどうなる、と詰め寄ったが、オーナーはその手には乗らない、経済的なリスクは取れない、とにべもなく却下しジャイアントを追い返した。
演奏が終わってブリークが自宅に戻ると玄関前でインディゴが待っていた。インディゴは待ちくたびれた様子で怒ったが、ブリークは最高に盛り上がっていたからクラブに来れば良かったのに、と伝えるがインディゴは良かったわねというだけだった。彼女はタバコの煙と騒がしいのが嫌だから家で一人であなたのレコードを聴いている方が良いと言った。
翌朝、ジャイアントは食堂で朝食の目玉焼きの黄身の部分が固いことに不満を漏らしていると背後からスポーツを使ったギャンブルに付き合わせた男が呼び、貸しがでかいぞと忠告したがジャイアントはそれに構わずまたギャンブルを始めた。
数日後、ブリークとジャイアントはセントラルパークでサイクリングを楽しみ、途中東屋で休憩の時にブリークは「言い難いが｣と断り、ジャイアントに解雇を勧告した。親友であるブリークもまた、ジャイアントのギャンブル狂いに頭を痛めていたのだ。ジャイアントは最初こそぶつぶつ言っていたものの、親友だからこそ突き放すんだ、というブリークに説得され、次の仕事が見つかるまで、という期限付きではあるもののクビを了承した。だが…。
サイクリングも終わり、ジャイアントが自転車で車道を走っていると唐突に停まっていた車のドアが開き、転倒したジャイアントはそのまま車中に引きずり込まれた。車内にはスポーツ賭博の胴元であるマドロック（サミュエル・L・ジャクソン）とその部下がいた。マドロックは、早く賭けで負けた分の金を払え、と警告すると部下の一人がジャイアントの左手親指を除く全ての指を折った。
マドロックからの更なる追撃を恐れたジャイアントはブリークに彼の自宅に匿ってくれるよう頼む。ブリークは匿ってやるし金も用意するがマネージャーはクビにすると宣告する。あくる日クラブに向かうブリークをジャイアントが呼び止めクラークはシャドウと付き合っていると告げ口される。その場では平静を装ったブリークだったが、バンドのギャラアップの相談に来たシャドウと乱闘を繰り広げその日のステージはシャドウ抜きでこなさなければならなかった。
演奏中、マドロックらがクラブに現れジャイアントを路地裏に連れ出しリンチを加える。その様子を見かけたブリークは早々に演奏を切り上げ、ジャイアントを救出に向かうが、返り討ちに遭い自身もジャイアント共々重傷を負ってしまう。トランペットを演奏する機会を失ったブリークは自宅でインディコとの楽しかった時に思いをやる孤独な日々を過ごす。
1年後、シャドウを新たなリーダーとしたバンドの演奏するクラブを訪れたブリークはかつての彼女であり現在は念願だった歌手となったクラークの歌の後、シャドウに紹介されトランペットを演奏しようとするが、1年間のブランクによって最早満足に音を奏でることができなくなっていた。そのクラブのドアマンを務めていたジャイアントに自身のトランペットを渡したブリークは「これは売らない！　預かっておくぞ！」というジャイアントの声を背中に大雨の中去っていく。
その後インディゴの家を訪れたブリーク。俺を救ってくれというブリークを当初は拒絶したインディコだったが遂に根負けし2人は結ばれる。結婚し子供を身篭ったインディゴは、夫となったブリークの献身的な介護も実り元気な男の子を出産した。
数年後、ニューヨーク・ブルックリン。4人の少年がマイルズを通りから大声で呼ぶと、躾に厳しい母親は少年達に静かに、と叫ぶと家の中に戻り、家の中でトランペットの練習をしていたマイルズに「彼らにここに来ないように言いなさい」と命じた。マイルズが「外で遊びたい」というと母親は練習が終わったら、と頑なに拒否した。父は「今日は練習は終わりだ。外で遊んできなさい」と言った。少年達と元気に駆け出して行くマイルズ。窓には駆け出して行く息子を幸せそうに眺めるブリークとインディゴの姿があった。

物語は次の言葉で幕を閉じる。
| 「                    | 神は常に共にある 神は限りなく慈悲深い 愛によって道は示される 我ら皆に等しく これは真に「至高の愛」 | 」 |
| —ジョン・コルトレーン | |    |

## キャスト
| 役名                           | 俳優                               | 日本語吹替 |
| ------------------------------ | ---------------------------------- | ---------- |
| ブリーク・ギリアム             | デンゼル・ワシントン               | 松本保典   |
| ジャイアント                   | スパイク・リー                     | 鳥海勝美   |
| シャドウ・ヘンダーソン         | ウェズリー・スナイプス             | 天田益男   |
| レフト・ハンド・レーシー       | ジャンカルロ・エスポジート         | 加瀬康之   |
| バタービン・ジョーンズ         | ロビン・ハリス                     | 宝亀克寿   |
| インディゴ・ダウンズ           | ジョイ・リー                       | 佐藤あかり |
| ボトム・ハンマー               | ビル・ナン                         | 木村雅史   |
| モー・フラットブッシュ         | ジョン・タトゥーロ                 | 清水明彦   |
| ビッグ・ストップ・ウィリアムズ | ディック・アンソニー・ウィリアムズ |            |
| クラーク・ベンタンコート       | シンダ・ウィリアムズ               | 加藤優子   |
| ジョシュ・フラットブッシュ     | ニコラス・タトゥーロ               |            |
| リズム・ジョーンズ             | ジェフ・テイン・ワッツ             |            |
| マドロック                     | サミュエル・L・ジャクソン          | 水内清光   |
| ロッド                         | レナード・L・トーマス              |            |
| エッギー                       | チャーリー・マーフィー             |            |